# یوهان هویزینگا
یوهان هویزینگا (انگلیسی: Johan Huizinga؛ هلندی: [ˈjoːɦɑn ˈɦœy̯zɪŋɣaː]؛ ۷ دسامبر ۱۸۷۲–۱ فوریه ۱۹۴۵) یک تاریخ‌نگار، استاد دانشگاه و نویسنده اهل هلند بود. او یکی از بنیانگذاران تاریخ فرهنگی امروزی به‌شمار می‌رود.

## تحصیل و کار
هویزینگا در دانشگاه خرونینگن درس خواند و مدت کوتاهی در دانشگاه لایپزیگ به پژوهش و مطالعه پرداخت. مدتی در دانشگاه آمستردام ادبیات هلندی درس می‌داد و سپس در ۱۹۰۵ استاد تاریخ دانشگاه خرونینگن شد. از ۱۹۱۵ استاد تاریخ عمومی در دانشگاه لیدن بود و در ۱۹۳۳ رئیس این دانشگاه شد. او این پست را تا سال ۱۹۴۲ به عهده داشت. در سال ۱۹۱۶ هویزینگا عضو آکادمی سلطنتی هنرها و علوم هلند شد.

## آثار
شهرت یوهان هویزینگا بیشتر مرهون کتاب پاییز قرون وسطا (انگلیسی:The Autumn of the Middle Ages) موسوم به افول قرون وسطا (انگلیسی:The Waning of the Middle Ages) است که گزارشی از سقوط فرهنگی بورگونی در سده‌های ۱۴ و ۱۵ میلادی است. هویزینگا در آثارش موضوع‌های گسترده و فراگیر را ترجیح می‌داد. آثار او دامنهٔ وسیعی از موضوع‌ها، ازجمله نمایش‌نامه‌های کلاسیک هلندی، تاریخ فرهنگی شرق و همچنین تاریخ غرب از سده ۱۲ تاکنون را دربر می‌گیرند. از میراث معنوی هویزینگا کتاب‌های دسیدریوس اراسموس (انگلیسی:Erasmus؛ ۱۹۲۴) و هومو لودنس (انگلیسی:Homo Ludens یا انسان خنده‌ناک؛ ۱۹۳۸) قابل ذکراند او در کتاب دوم که پژوهشی کلاسیک دربارهٔ فرهنگ و در قالب نمایش‌نامه است، دربارهٔ این احتمال که بازی عنصر اصلی سازنده در فرهنگ انسانی است بحث کرده‌است. کتاب دیگرش تمدن هلند در قرن هفدهم (۱۹۳۳) اثری مهم در تاریخ‌نگاری هلند است. او همچنین کتابی دربارهٔ تاریخ آمریکا دارد.

## بزرگداشت
مجموعه سخنرانی‌های هویزینگا (هلندی: Huizingalezing) یک سخنرانی سالانه معتبر در هلند است که از ۱۹۷۲ تا کنون در مورد موضوعی در حوزه‌های تاریخ فرهنگی یا فلسفه به افتخار یوهان هویزینگا برگزار می‌شود.